# Planking

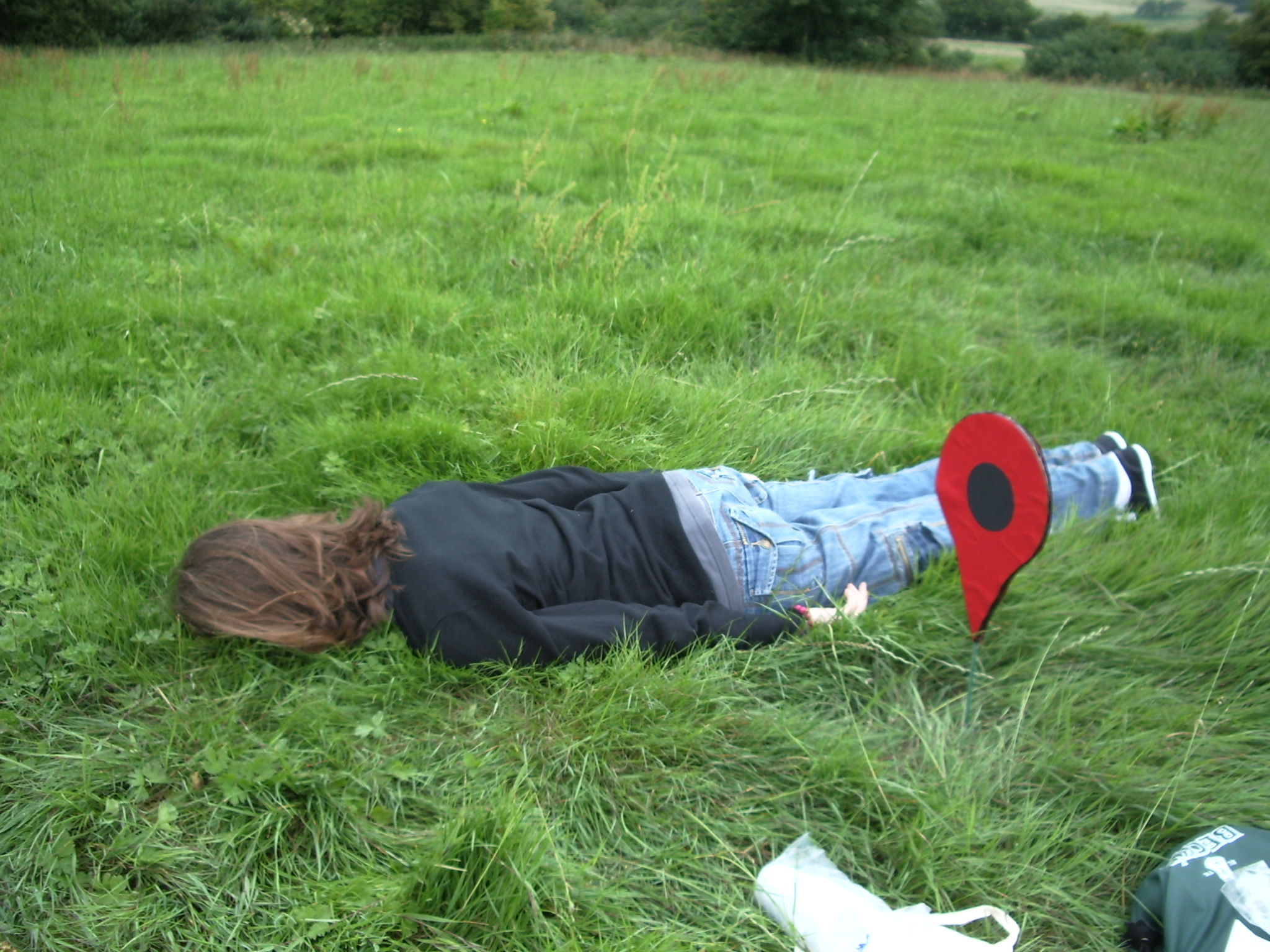
Persona jugando al planking en un césped.

El planking, término en inglés que se traduce como «hacerse la tabla», es una práctica que consiste en estar tumbado boca abajo en un sitio inusual. Las manos deben tocar los laterales del cuerpo, y ser fotografiado y publicado en Internet forma también parte del juego. Los jugadores compiten por encontrar la ubicación más inusual y original para jugar. La ubicación debería ser también lo más pública posible, y cuanta más gente estén involucradas en la imagen, mejor.

## Historia
Esta práctica, que se describe como "Parkour para vagos" (parkour for those who can't be arsed), fue creado por Gary Clarkson y Christian Langdon en 1997 y se hizo inicialmente popular en el Norte de Inglaterra, y más tarde en todo el Reino Unido en el verano de 2009, alcanzando a finales de los años 2010 lo que Andrew Sullivan describió como "barriendo Gran Bretaña".
Los medios se hicieron eco de este juego en septiembre de 2009, cuando siete doctores y enfermeras trabajadores del Great Western Hospital en Swindon, Inglaterra fueros suspendidos por realizar esta práctica durante el horario laboral.
Este juego ha sido calificado por algunos como algo «absurdo».
El término «planking» fue acuñado en Gladstone (Queensland, Australia) para convertirse en una práctica extendida en 2011.
El planking tiene sus orígenes en el «juego de tumbarse boca abajo», (1997 o 2006) en Europa y Corea. También ha sido conocido como "시체놀이" ("hacerse el muerto", Corea del Sur, 2003), "à plat ventre" ("Boca abajo", Francia, 2004), y «extreme lying down» ("tumbarse de forma extrema" 2008, Australasia).

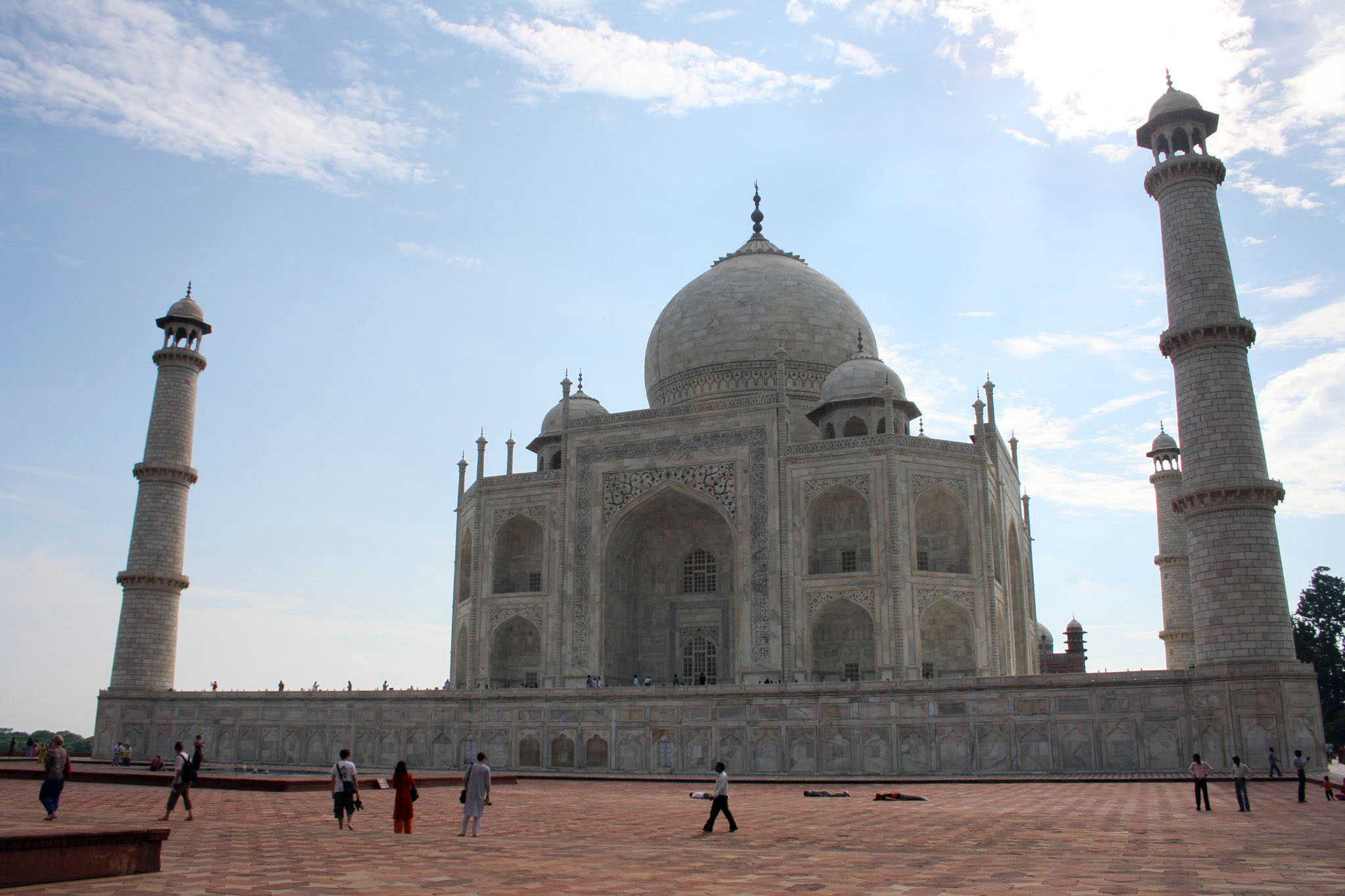
Tres personas jugando al planking frente al Taj Mahal.

El jugador de rugby australiano David "Wolfman" Williams jugó al planking durante un partido entre los Manly-Warringah Sea Eagles y los Newcastle Knights el 27 de marzo de 2011.
El 13 de mayo de 2011, un joven de 20 años fue denunciado en Gladstone, Queensland (Australia) por practicar el planking sobre un vehículo de policía.
El 15 de mayo de 2011, Acton Beale, otro veinteañero, murió al precipitarse al vacío, tras haber practicado supuestamente el planking en el balcón de su apartamento, en la séptima planta en Brisbane, Australia. Esta fue la primera muerte por planking que se conoce. Los amigos de Acton Beale han acusado a Paul Carran, un neozelandés que vive en Sídney, y que afirma haber inventado el planking en 2008, de ser en parte responsable por la muerte de Beale al promocionar el planking. La primera ministra de Australia, Julia Gillard, advirtió a los que practican este juego que lo más importante es "hacerlo con seguridad". El partido de la oposición en Queensland, así como la policía estatal urgen a la población a que no participen en este nuevo fenómeno.
El 18 de mayo de 2011, el piloto de la IndyCar Series, Scott Dixon, practicó el planking sobre las ruedas de su vehículo de competición, desafiando a su compañero, Tony Kanaan, así como a los integrantes de su equipo técnico, a que compitieran con él.
El 19 de mayo de 2011 un estudiante en una escuela de Nueva Zelanda fue descubierto jugando al planking al borde de un edificio en una localidad central de la Isla Norte. El 25 de mayo de 2011 se vio a un estudiante jugando al planking sobre las vías en el momento en que se aproximaba un tren, por lo visto sin daños materiales. Muchos estudiantes en Nueva Gales del Sur (Australia) han sido descubiertos durante el horario escolar jugando al planking sobre vehículos.
El 29 de mayo de 2011, Max Key, hijo del primer ministro de Nueva Zelanda, John Key, subió una foto propia en Facebook jugando al planking en una habitación con su padre al lado. Después de que se publicara la fotografía en el New Zealand Herald dos días más tarde, la oficina del primer ministro inicialmente declinó hacer comentarios, pero poco más tarde afirmó que la foto era auténtica. Mr. Key comentó que no ve problema alguno en esta práctica siempre y cuando se realice de forma segura, añadiendo que fue él quien le inició a su hijo en este práctica después de mostrarle un vídeo sobre este fenómeno en Youtube.
Flea, bajista de los Red Hot Chili Peppers, realizó un planking sobre sus amplificadores y luego subió la foto a su cuenta de Twitter (2011).

## Teoría sobre una posible relación con la esclavitud

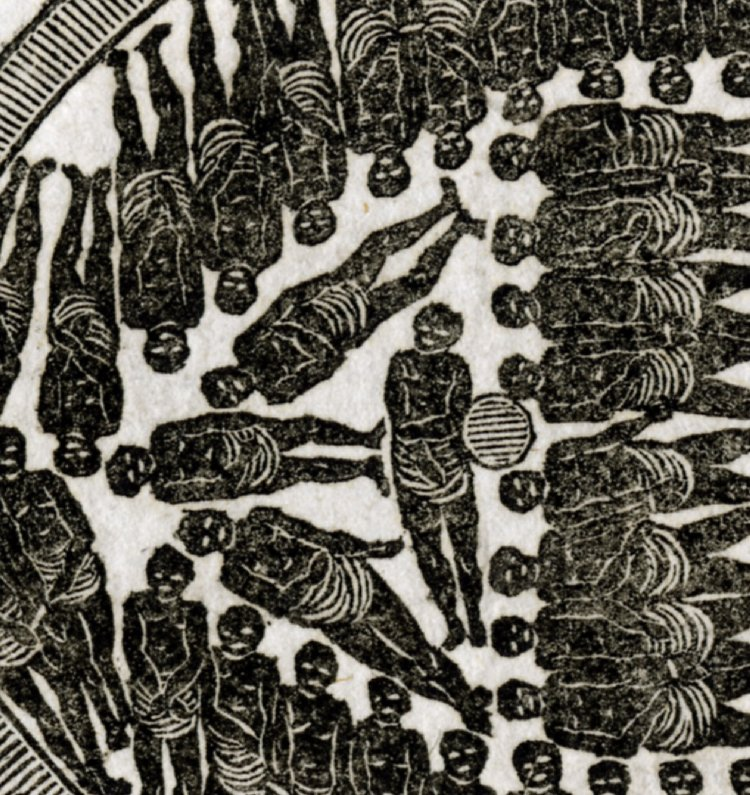
Descripción de un barco de esclavos.

Han aparecido críticas por parte de diversas personas debido a que el verbo "Planking" tiene, al parecer, una historia de oscuridad. En los barcos fletados desde África por mercaderes y capitanes durante la era de la conquista, se transportaban a las víctimas de la esclavitud de una forma peculiar, en la que permanecían boca abajo, brazos a los costados y sin inmutar emoción alguna. Dicha actividad llevaba el nombre de "Plank".
Otra mención de la palabra, describe la "cama" para los esclavos que fueron encadenados en los barcos. Del libro,  Upon these Shores: Themes in the African-American Experience, 1600 to the Present:
"En algunos barcos había literas pequeñas, realmente nada más que los estantes, en el que los esclavos podían descansar, en otros, los esclavos estaban de un lado a otro sobre las tablas, (planking) recostados en la nave, los cuerpos casi sin moverse, durante semanas".